# Leopold Wilhelm von Dobschütz

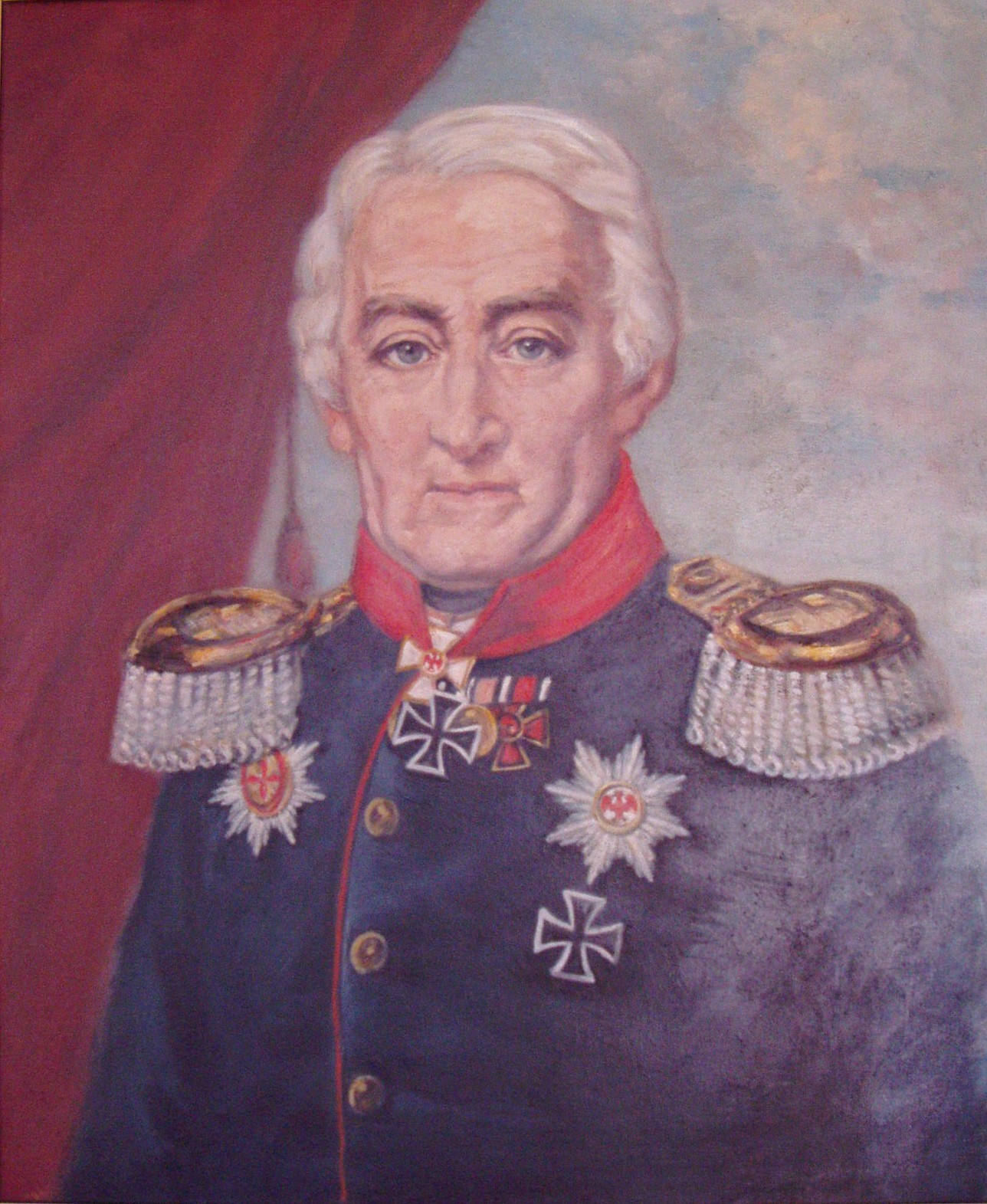
General
Leopold Wilhelm von Dobschütz

Leopold Wilhelm von Dobschütz (1 de Janeiro de 1763 — 3 de Fevereiro de 1836) foi general-de-cavalaria da Prússia, "herói de Dennewitz", "libertador de Wittenberg" e governador militar da província do Reno e de Breslau.

## Vida
Quanto ao ano de seu nascimento, há declarações diferentes: o ano de 1763 é desmentido pela inscrição em sua lápide e pela "Lista de antiguidade do exército real prussiano para o ano de 1801"; em sua certidão de casamento de 1787, sua idade é indicada como 28 anos, segundo a qual teria nascido em 1759. Em outras fontes, encontram-se os anos de 1761 e 1764, embora 1763 seja mais provável que esteja correto.